# 2020 год в Израиле
События 2020 года в Израиле.

## Действующие лица
- Президент Израиля — Реувен Ривлин
- Премьер-министр Израиля — Биньямин Нетаньяху
- Председатель Верховного суда — Эстер Хают
- Начальник Генерального штаба — Авив Кохави.
- Правительство Израиля — Тридцать четвёртое правительство Израиля и Тридцать пятое правительство Израиля.

## События

### Январь
- 1 января
  - Требование парламентского иммунитета для премьер-министр Нетаньяху в связи с уголовными расследованиями[1]
  - Природный газ из Израиля[англ.] поставлен в Иорданию[2]
- 5 января — Подписано соглашение между Грецией и Израилем о строительстве Восточно-средиземноморского трубопровода (самый длинный в мире трубопровод природного газа)[3]
- 6 января — Газовое месторождение Левиафан начало полную эксплуатацию[4]
- 7 января -Американская инвестиционная компания Insight Partners[англ.], специализирующаяся на программном обеспечении, купила израильскую фирму по кибербезопасности «Armis» (один из соучредителей Евгений Дибров) за 1,1 миллиард долларов США[5]
- 23 января — 5 Всемирный форум Холокоста проходит в Иерусалиме[6]
- 27 января
  - 75-летие освобождения концентрационного лагеря Освенцим[7][8]
  - Встреча президента Израиля Ривлина и президента Польши Анджея Дуды[9]

- 28 января
  - Президент США Дональд Трамп вместе с премьер-министром Израиля Биньямином Нетаньяху представляет в Белом доме израильско-палестинский мирный план[10][11]
  - Встреча президента Ривлина с министром обороны Аннегрет Крамп-Карренбауэр в Германии[12]
- 29 января — Дело Наамы Иссахар завершается освобождением её из российской тюрьмы после помилования Владимира Путина[13]

### Февраль
- 11 февраля — Израиль объявляет об установке новой системы водоснабжения в тюрьмах строгого режима в ответ на намеренную трату воды заключёнными[14]
- 12 февраля — Управление Верховного комиссара ООН по правам человека публикует базу данных о 112 коммерческих организациях еврейских поселений на Западном Берегу[15]
- 21 февраля — Первый случай пандемии COVID-19 в Израиле (израильтянка после возвращения из карантина на круизном лайнере Diamond Princess)[16].

### Март
- 2 марта — Парламентские выборы в Израиле 2020 года. Блок правых и религиозных партий премьер-министра Биньямина Нетаньяху получил 58 мест, не добрав 3 места до большинства, необходимого для формирования правительства[17]
- 20 марта — В Иерусалиме умер 88-летний мужчина, переживший Холокост, что стало первой в Израиле смертью от COVID-19[18]
- 22 марта — Эден Элена, представительница эфиопской общины Израиля, выбрана представлять Израиль на «Евровидении-2021»[19]

### Апрель
- 8 апреля — Начало общенационального израильского карантина из-за COVID-19 (в первую ночь праздника Песах)[20]
- 20 апреля — Бени Ганц (партия Кахоль Лаван) и Биньямин Нетаньяху (партия Ликуд), объявляют о достижении коалиционного соглашения о формировании 35 правительства Израиля с поочередным назначением премьер-министров (сначала Нетаньяху, потом Ганц)[21]

### Май
17 мая — 35-е правительство Израиля приведено к присяге.

### Июль
- 3 июля — Израильтянин Майкл Бен Зикри утонул, спасая семью бедуинов из провала искусственного озера возле Ашкелона[23]
- 13 июля  — Футбольный клуб Хапоэль Беэр-Шева победил Маккаби Петах-Тиква (счёт 2: 0) и выиграл Кубок Израиля по футболу 2019-2020 на стадионе «Блумфилд» в Тель-Авиве[24].
- 25 июля —Протесты перед резиденцией премьер-министра с требованием отставки п Биньямина Нетаньяху в связи с предъявленными ему обвинениями в коррупции[25]

### Август
- 13 августа — Объявление о мирном соглашении между Израилем и Объединёнными Арабскими Эмиратами[26]
- 30 августа — 10 израильских пожарных отправлено в Калифорнию на тушение крупнейшего пожара в новейшей истории штата[27][28]

### Сентябрь
- 11 сентября — Объявлено о соглашении о нормализации отношений между Бахрейном и Израилем с установлением полных дипломатических отношений[29]
- 15 сентября — Министр иностранных дел Бахрейна Абдуллатиф бен Рашид Аль Заяни, министр иностранных дел ОАЭ Абдалла ибн Заид Аль Нахайян и премьер-министр Биньямин Нетаньяху подписывают Соглашения Авраама в Вашингтоне, округ Колумбия[30]
- 25 сентября — Правительство вводит второй двухнедельный карантин из-за пандемии COVID-19 в Израиле, закрывая все предприятия, кроме важнейших, вводя строгие ограничивая передвижения и публичных собраний[31]
- 30 сентября — Парламент Израиля принимает закон, разрешающий особую чрезвычайную ситуацию в связи с коронавирусом и ограничивающий публичные собрания, в частности, демонстрации против Биньямина Нетаньяху[32]

### Октябрь
- 14 октября — Начало переговоров Израиль—Ливан при содействии ООН и США по поводу спорной морской границы[англ.][33]
- 20-22 октября — 38-й Всемирный сионистский конгресс проводится в Иерусалиме в режиме онлайн-сессий для определения политики Всемирной сионистской организации[34]
- 23 октября — Объявлено соглашение о нормализации отношений между Израилем и Суданом. Судан становится пятой арабской страной, установившей официальные отношения с Израилем[35]

### Ноябрь
9 ноября — Команда IsraAid прибыла в Альта-Верапас, Гватемала, после урагана Эта для оказания первой психологической помощи и медицинской поддержки.

### Декабрь
- 10 декабря — Марокко и Израиль соглашаются установить дипломатические отношения, и Марокко становится шестой арабской страной, признавшей Израиль[37]
- 12 декабря — Бутан устанавливает дипломатические отношения с Израилем[38]
- 20 декабря — Вакцинация израильтян против COVID-19 (вакцины Pfizer и Moderna) начата с работников здравоохранения, затем пожилых людей и других людей из группы высокого риска[39]
- 23 декабря — Кнессет 23-го созыва распущен из-за несогласованности по утверждению бюджета, что требует проведения выборов (в четвёртый раз менее чем за два года)[40]
- 27 декабря — Начинается третий национальный карантин с начала пандемии[41]
- 30 декабря — Бывший американский шпион Джонатан Поллард и его жена прибывают в Израиль[42].

## Умерли
- 4 января — Галия Ишай[англ.] (р. 1950), израильская актриса и певица[43]
- 7 января —  Петер Вертхаймер[англ.] (р. 1947), музыкант, играющий на духовых инструментах[44]
- 12 января — Шломо Экстайн[англ.](р. 1929), профессор экономики, ректор (1978—1982) и президент (1992—1996) Университета Бар-Илан [45]
- 21 февраля — Шломо Аронсон[англ.](род. 1936), историк Холокоста[англ.] и профессор политологии Еврейского университета в Иерусалиме[46]
- 29 февраля —Авраам Баркай[англ.] (р. 1921), историк и исследователь антисемитизма[47]
- 13 марта — Менахем Бен (р. 1948), поэт, литературный критик и публицист[48]
- 16 марта — Менахем Фридман[англ.] (род. 1936), социолог религиозного и светского иудаизма , профессор социологии Университета Бар-Илан [49]
- 21 марта — Дов Бен-Меир[англ.] (р. 1927), политик, депутат Кнессета ( 1981–1988)[50]
- 21 марта — Ицхак Ямин[англ.] (р. 1938), художник и скульптор иракского происхождения[51]
- 31 марта — Марк Азбель (р. 1932), отказник, учёный в области физики твёрдого тела, один из авторов теории циклотронного резонанса в металлах[52][53]  (циклотронный резонанс Азбеля — Канера[54][55][56]), профессор Тель-Авивского университета [57]
- 6 апреля — Марк Штайнер (р. 1942), философ математики, академик, профессор философии Еврейского университета в Иерусалиме[58]
- 7 апреля — Альберт Альмознино[англ.] (р. 1923), художник по теням (тенеграфия)[59]
- 10 апреля — Дов Бен-Дов[англ.] (1927), израильский олимпийский спортивный стрелок ( 1952 )[60]
- 12 апреля — Элияху Бакши-Дорон (р. 1941), раввин Ришон ле- Циона [61]
- 26 апреля - Гидеон Пат (р. 1933), депутат Кнессета и министр Ликуда[62]
- 1 мая — Перах, Рубен[англ.] (р. 1933), олимпийский баскетболист ( 1952 )[63]
- 2 мая — Шейх Мвиджо[англ.] (р. 1937), марокканский музыкант и автор песен[64]
- 6 мая — Нахум Рабинович[англ.] (р. 1928), ортодоксальный раввин и посек , глава иешивы Биркат Моше[англ.] в Маале-Адумим [65]
- 10 мая — Авраам Якин[англ.] (р. 1924), израильский художник[66]
- 19 мая — Давид Бродман (р.1936), голландско-израильский раввин и борец за мир[67]
- 22 мая - Лиор Биркан (р. 1963), 17-кратная чемпионка Израиля по плаванию среди женщин[68]
- 1 июня — Дэниел Леви[англ.] (р. 1930), израильский олимпийский баскетболист ( 1952 )[69]
- 16 июня - Борнштейн-Лазар, Тамар[англ.] (р. 1927), автор детских книг и педагог[70]
- 21 июня — Зеэв Штернхель (р. 1935), академик и историк[71]
- 5 июля — Наама Цаль (р. 1981), редактор и писатель[72]
- 2 августа — Яэль Ренан[англ.] (р. 1947), писательница и переводчица, лауреат премии Черниховского[англ.] в области перевода (1994)[73]
- 7 августа — Адин Штейнзальц (р. 1937), раввин, педагог, философ, писатель, переводчик Талмуда и издатель[74]
- 10 августа —Исроэль Моше Фридман[англ.] (р. 1955), шестой хасидский ребе хасидской династии Садигура[англ.] [75]
- 15 августа — Рут Габизон (р. 1945), эксперт по правам человека, профессор права Еврейского университета в Иерусалиме , член Израильской академии естественных и гуманитарных наук, член научного совета Израильского института демократии, лауреат премии Израиля (2011) [76]
- 16 августа — Гершон Шафат (р. 1927), политик, депутат Кнессета ( 1984–1992)[77]
- 20 августа — Залман Нехемия Гольдберг (род. 1931), раввин, посек, рош-иешива, редактор Энциклопедии Талмудит[англ.] и глава Высшего раввинского суда[англ.] Иерусалима [78]
- 24 августа — Авнер Голаса[англ.] (р. 1957), футболист ( Хапоэль Кфар-Саба)[79]
- 10 сентября — Джеральд Яков Блидштейн[англ.] (род. 1938), писатель, академик и почетный профессор еврейской философии, лауреат премии Израиля в области еврейской философии , член  Израильской академии естественных и гуманитарных наук [80]
- 20 сентября - Мерон Бенвенисти[англ.] (р. 1934), политолог, писатель и заместитель мэра Иерусалима[81]
- 20 сентября — Моше Шарони[англ.] (р. 1929), защитник прав пожилых людей, депутат Кнессета 2006–2009 гг.[82]
- 21 сентября — Амос Лин[англ.] (р. 1933), израильский олимпийский баскетболист (1952) [83]
- 26 сентября — Моше Эфрати (р. 1934), хореограф, основатель и художественный руководитель танцевальной труппы «Коль Демама», лауреат премии Израиля в области танца[84]
- 2 октября — Виктор Залгаллер (р. 1920), математик в области геометрии и оптимизации [85]
- 4 октября — Мордехай Иссахар Бер Лейфер[англ.] (р. 1955), хасидский раввин, третий ребе Питтсбургской хасидской династии[англ.][86]
- 7 октября — Эйтан Хабер[англ.] (р. 1940), журналист, писатель и публицист[87]
- 8 октября — Шломо Газит (род. 1926), генерал-майор Армии обороны Израиля , глава Управления военной разведки, президент Университета Бен-Гуриона и генеральный директор Еврейского агентства [88]
- 9 октября — Давид Рафаэль бен Ами[англ.] (р. 1950), певец и антолог хасидских мелодий[89]
- 10 октября — Амнон Фрейдберг[англ.] (р. 1945), энтомолог [90]
- 12 октября — Кеназ, Иегошуа[англ.] (р. 1937), писатель[91]
- 116 октября — Ицхак Илан (р. 1956), сотрудник Агентства безопасности Израиля, бывший заместитель директора ШАБАКа [92]
- 17 октября — Михаэль Штраус[англ.] (р. 1934), бизнесмен и промышленник (Штраус групп)[93]
- 18 октября — Давид Кушнир[англ.] (р. 1931), израильский олимпийский прыгун в длину ( 1956 , 1960 ), футболист ( Хапоэль Бальфурия[англ.]) и тренер по лёгкой атлетике[94]
- 20 октября — Иехошуа Блау (р. 1919), учёный-лингвист, специалист в области гебраистики и арабистики, почетный профессор Еврейского университета в Иерусалиме [95]
- 23 октября — Иехуда Баркан (р. 1945), актёр, сценарист, кинопродюсер и режиссёр[96]
- 6 ноября - Натан Зах (р. 1930), академик, поэт, лауреат Премии Бялика и лауреата Премии Израиля [97]
- 8 ноября — Рафаэль Хадане[англ.] (р. 1923), эфиопско-израильский религиозный лидер, кахен[англ.] Бета- Исраэль [98]
- 12 ноября - Джейкоб М. Ландау (р. 1924), академик, почетный профессор политологии Еврейского университета в Иерусалиме и лауреат Премии Израиля [99]
- 14 декабря — Моше Мендельбаум (р. 1933), израильский экономист, управляющий Банка Израиля 1982–1986 гг.[100]
- 16 декабря — Яаков Агмон[англ.](р. 1929), израильский театральный продюсер, менеджер и режиссёр, основатель театра Бейт Лесин[101]
- 23 декабря — Рика Зарай (р. 1938), певица и писательница[102]
- 24 декабря — Иехуда Хенкин[англ.] (р. 1945), ортодоксальный раввин и посек[103]
- 28 декабря — Моше Бравер (р. 1919), географ, картограф, лауреат премии Израиля [104]
- 30 декабря — Иехошуа Маца (р. 1931), генеральный директор компании Israel Bonds[англ.] , депутат Кнессета (1984–2002 гг.) и бывший министр здравоохранения (1996–1999 гг.)[105]